# Fauna endémica de Reunión

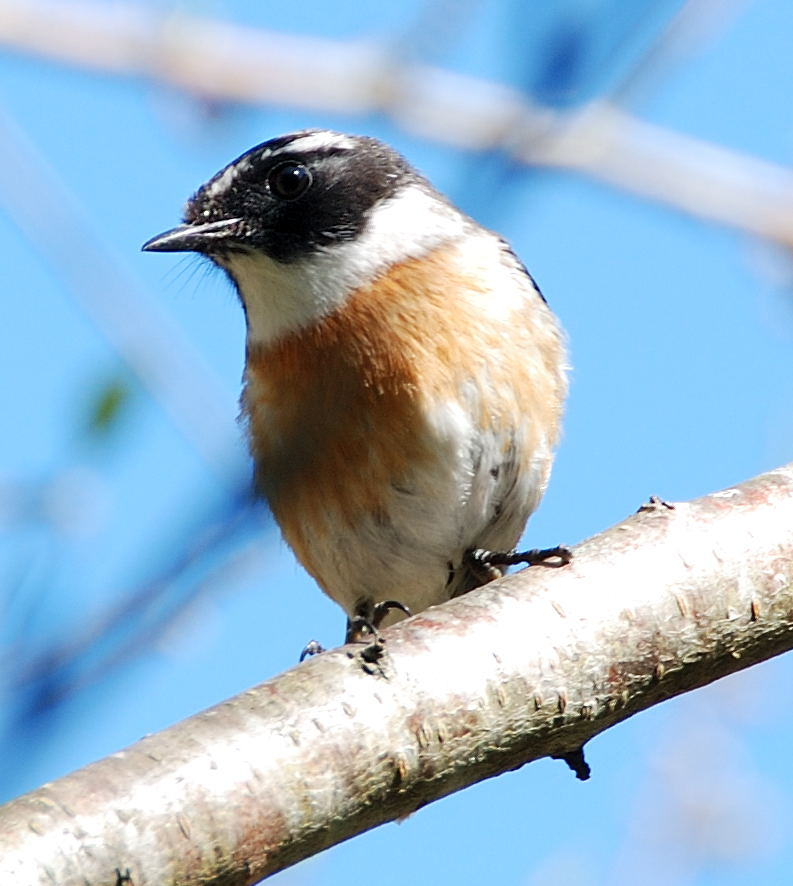
La tarabilla de Reunión, uno de los símbolos de los animales endémicos de la Reunión.

Como muchas islas vecinas, como Mauricio y Madagascar; la Reunión presenta un gran número de especies endémicas.
A continuación se presenta una lista de los animales endémicos de Reunión con sus nombres científicos clasificados por orden alfabético. Sin embargo, no se trata de una lista exhaustiva.

## A
- Alopochen kervazoi - Oca de Reunión, (extinta).
- Antanartia borbonica - Vanesa de l'Obetie.
- Apolemichthys guezei.
- Apterograeffea reunionensis - Insecto palo de Reunión.

## C
- Caldwellia imperfecta.
- Callionymus aagilis.
- Channomuraena bauchotae.
- Circus maillardi - Aguilucho de Reunión.
- Columba duboisi - Paloma de Reunión, (extinguida).
- Coracina newtoni - Oruguero de Reunión, protégé mais en danger.
- Ctenophila salaziensis.
- Ctenophila setiliris.
- Ctenophila vorticella.
- Cylindraspis indica - Tortuga terrestre de Reunión, (extinguida).

## D
- Dryolimnas augusti - Rascón de Reunión.
- Dupontia maillardi.
- Dupontia nitella.

## E
- Erepta setiliris.
- Erinna carinata.
- Elasmias cernicum.

## F
- Falco duboisi - Cernícalo de Reunión, extinguido.
- Fregilupus varius - Estornino de Reunión, extinguido.
- Fulica newtoni - Gallineta de las Mascareñas, extinguida.

## G
- Gastrocopta eudeli.
- Gibbulinopsis pupula.
- Gonospira bourguignati.
- Gonospira cylindrella.
- Gonospira deshayesi.
- Gonospira funicula.
- Gonospira turgidula.
- Gonospira uvula.
- Gulella antelmeana.
- Gulella argoudi
- Gymnogaster buphthalmus.

## H
- Harmogenanina argentea.
- Harmogenanina detecta, casi extinto.
- Harmogenanina subdetecta

## L
- Lantzia carinata, casi extinguido.

## M
- Madgeaconcha gerlachi.
- Malagarion borbonica, extinguido.
- Mascarenachen kervazoi - extinguido.
- Mascarinus mascarinus - extinguido.
- Mimoblennius lineoyhorax.

## N
- Necropsittacus borbonicus - extinguido.
- Nesopupa incerta.
- Nesopupa madgei.
- Nesopupa micra.
- Nesopupa morini.
- Nesopupa incerta.
- Nodularia cariei -  extinguido.
- Nosoenas duboisi - extinguido.
- Nycticorax duboisi - extinguido.

## O
- Oryctes borbonicus.
- Oryctes chevrolati.
- Oxyurichthys quibei.
- Omphalotropis albolabris.
- Omphalotropis antelmei.
- Omphalotropis expansilabris.
- Omphalotropis globosa.
- Omphalotropis picturata.
- Omphalotropis rangii.
- Omphalotropis rubens.
- Omphalotropis stevanovitchi.

## P
- Pachystyla bicolor - (extinguido).
- Papilio phorbanta -
- Parupeneus posteli.
- Phelsuma borbonica -
- Phelsuma inexpectata -
- Pilula cordemoyi.
- Pilula praetumida.
- Plegma caelatura.
- Porphyrio coerulescens - (extinguido).
- Psittacula eques -
- Pterodroma aterrima - .
- Pterodroma baraui -
- Pupilla pupula.

## R
- Raphus solitarius - extinguido.

## S
- Salamis augustina
- Saxicola tectes
- Scelotes bojerii borbonica - (extinguido).
- Septaria borbonica.
- Streptopelia picturata - (extinguido).

## T
- Terpsiphone bourbonnensis -
- Tropidophora carinata, (extinguido).
- Tropidophora fimbriata, (extinguido).

## U
- Unio cariei, extinguido.
- Upeneus mascareinsis.

## X
- Xylographus rufescens

## Z
- Zosterops borbonicus -
- Zosterops olivaceus -

- Datos: Q5856748